# Milivoje Živanović
Milivoje Živanović (Požarevac, 2. ožujka 1900. – Beograd, 15. studenog 1976.) je srbijanski glumac. 
Počeo 1920. kao član putujuće trupe; angažiran od 1922. u Novom Sadu, od 1928. u Skopju, a od 1933. U Narodnom kazalištu u Beogradu, gdje igra niz istaknutih uloga (Otelo, Shakespeare; Feđa Protasov, L. N. Tolstoj Živi leš; Rogožin, F. M. Dostojevski Idiot). Od osnutka Jugoslavenskog dramskog kazališta 1948. prvak je toga kazališta; ulazi u svoju zrelu fazu i postaje jedan od najistaknutijih predstavnika jugoslavenske glumačke umjetnosti. Živanović je interpret tragičnih likova iskrene inspiracije (Kralj Lear, Shakespeare; Pera Segedinac, L. Kostić; Kreot, Sofoklo Antigona), glumac velike emotivnosti, sugestivan u realističkom repertoaru (Jegor Buličov, M. Gorki; Kantor, I. Cankar Kralj na Betajnovi; Von Gerlach, J. P. Sartre Zatočenici iz Altone; Kapetan, A. Strindberg Otac). Stvara i komične likove, od kojih mu je najistaknutija Agaton (B. Nušić Ožalošćena porodica). Dao je znamenite kreacije i u filmu (Krvavi put, Dva seljaka, Sedma vrata, Crveni cvet, Dr, "Čudotvorni mač").